# Ballophilus rouxi
Ballophilus rouxi es una especie de ciempiés del género Ballophilus. Se encuentra en Nueva Caledonia. La descripción original de esta especie se basa en ejemplares que miden hasta 49 mm de longitud y tienen entre 63 y 77 pares de patas.